# Stereoscopio

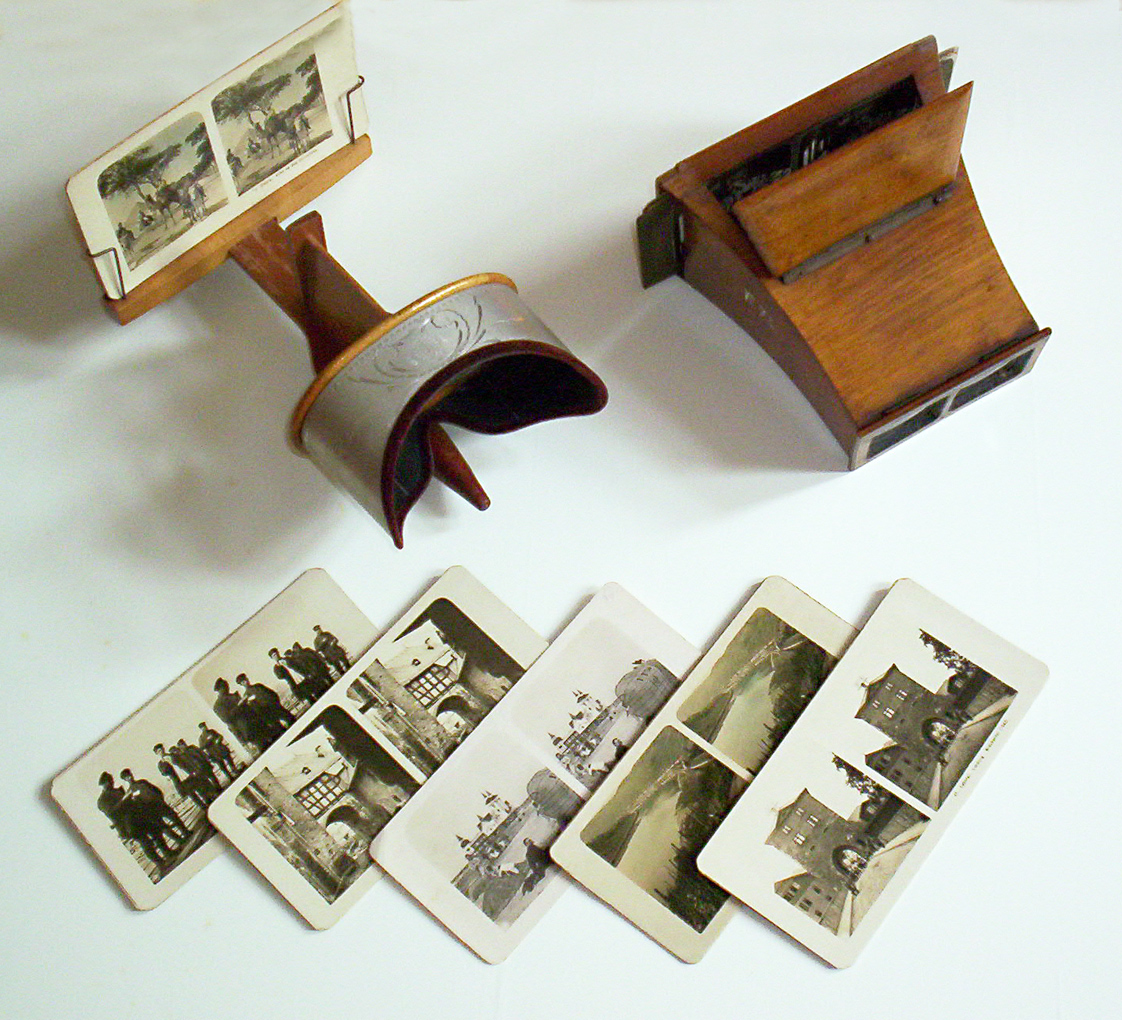
Due tipi di stereoscopi ottocenteschi: lo stereoscopio Holmes e lo stereoscopio Brewster

Lo stereoscopio, anche conosciuto come visore stereoscopico o stereovisore, è un dispositivo ottico, a forma di "mascherina" o "binocolino" e dotato di lenti, per la visione di immagini stereoscopiche.
Sviluppato per la prima volta nel 1832 da sir Charles Wheatstone utilizzando coppie di disegni similari e successivamente la nascente fotografia, lo stereoscopio a specchi si è poi evoluto nel più semplice, leggero e pratico stereoscopio a lenti di sir David Brewster, successivamente perfezionato nel tempo da altri scienziati, ottici e inventori.
Durante tutto il XIX secolo lo stereoscopio è stato utilizzato per la visione di stereogrammi su carta o su vetro. Nel XX secolo sono stati invece sviluppati sistemi che utilizzano diapositiva su pellicola fotografica, quali soprattutto Tru-Vue e View-Master. Nel XXI secolo, infine, sono stati introdotti anche dispositivi digitali che permettono di visualizzare immagini stereoscopiche parallele informatiche.
Con applicazioni quali intrattenimento, gioco, diagnostica medica, studio scientifico e rilevamento fotogrammetrico, lo stereoscopio è in uso fino ai giorni nostri.

## Principio di funzionamento

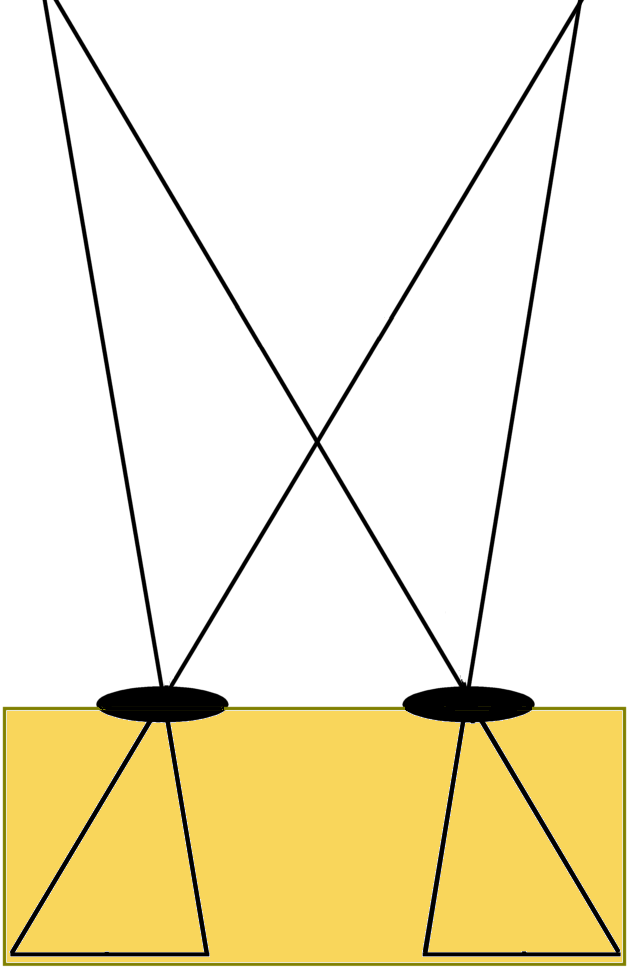
Il principio di funzionamento della stereocamera, similare alla visione binoculare

Lo stereoscopio è il primo strumento stereoscopico inventato dall'uomo per riprodurre il rilievo, la tridimensionalità, del mondo che ci circonda, così come viene visto dagli occhi umani.
Gli occhi umani distano tra loro a una distanza media di 6,5 cm (lo scarto è variabile da persona a persona e a seconda dell'età), e trasmettono al cervello due immagini che riprendono il soggetto osservato a tale scostamento. Il cervello umano riesce così a valutare la distanza tra il punto di osservazione e l'oggetto osservato: maggiore è la distanza, minore sarà l'effetto di rilievo, i "panorami" oltre il punto dell'infinito della messa a fuoco, risultano infatti "piatti".
Il principio stereoscopico tenta di ricostruire questa illusione di profondità attraverso la ripresa di immagini stereoscopiche parallele: la ripresa avviene infatti utilizzando fotocamere a due obiettivi, che riprendono due distinte immagini dello stesso soggetto alla stessa distanza degli occhi umani. Una volta sviluppate (diapositive) o sviluppate e stampate (stereogramma, anaglifo), tali immagini possono essere osservate con uno strumento, che permetta di simulare la percezione della tridimensionalità.
Tali immagini possono essere osservate anche a occhio nudo, attraverso la pratica della libera visione stereoscopica, tuttavia l'attuazione di questo esercizio per l'occhio può risultare difficile e non attuabile da tutte le persone, dal momento che divergere o convergere lo sguardo in un piano differente da quello della messa a fuoco, risulta una pratica innaturale e può comportare un discreto affaticamento della vista.
Lo stereoscopio mette in pratica questo principio, permettendo facilmente l'osservazione contemporanea di due immagini separate, e a questo scopo utilizza strumenti ottici quali specchi e/o lenti: nello stereoscopio a specchi di Charles Wheatstone, le due immagini vengono disposte, separatamente, lateralmente, a destra e a sinistra dell'osservatore, mentre due specchi a 45º le riflettono in direzione dell'osservatore, che, posto a una distanza adeguata dagli specchi, potrà osservare le due immagini parallele in modo tale da simulare una visione unica di un soggetto tridimensionale.
Similmente, con lo stereoscopio di Brewster e successivi, le due immagini, costituenti un unico supporto contenente le due immagini parallele (stampa fotografica o diapositiva), vengono poste frontalmente davanti all'osservatore, che potrà visualizzarle come un'unica immagine tridimensionale grazie all'ausilio di un "binocolino", dotato di due lenti d'ingrandimento, che permette a ogni singolo occhio di osservare solo l'immagine a esso destinata.

## Storia

### Lo stereoscopio nel XIX secolo

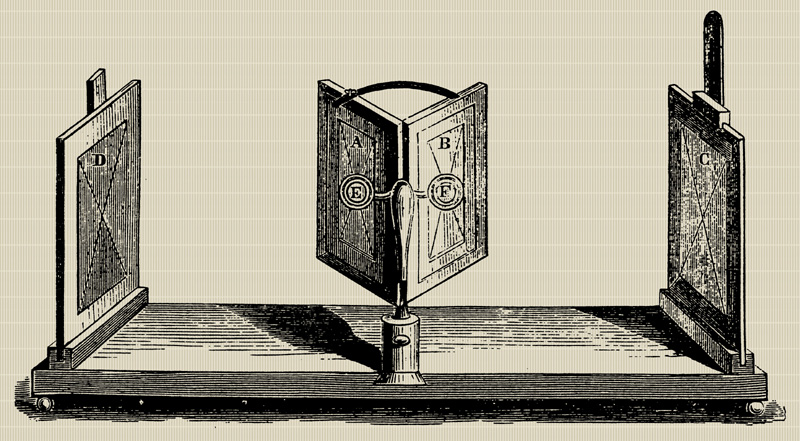
Lo stereoscopio a specchi di Charles Wheatstone

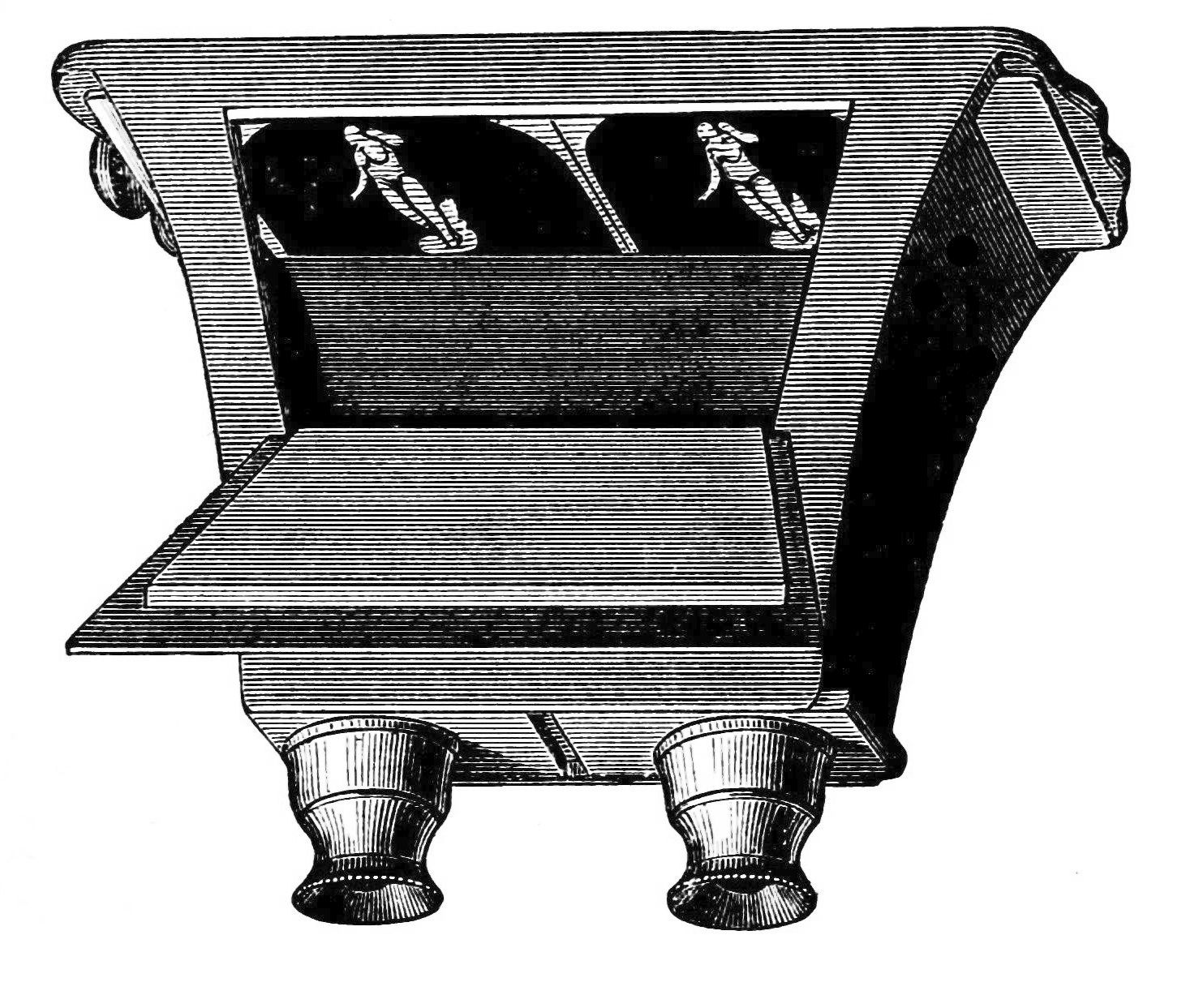
Lo stereoscopio di David Brewster

Durante la prima metà dell'Ottocento sir Charles Wheatstone realizza i primi esperimenti stereoscopici con coppie di disegni affiancati così da poter riprodurre due immagini leggermente differenti come quelle percepite dall'occhio umano. Per la visualizzazione di questi primi disegni "stereografici" utilizza un sistema di specchi e prismi che propone di chiamare Stereoscope ("Stereoscopio"). L'invenzione dello stereoscopio a specchi di Wheatstone risale al 1832 ma la brevetterà solamente nel 1838.
Nel 1838 Wheatstone presenta il primo stereoscopio così realizzato alla Royal Society di Londra. Lo stereoscopio di Wheatstone non riscontra però un grande successo, poiché complesso e ingombrante, si dovrà infatti attendere il 1849 quando sir David Brewster, che aveva già brevettato il caleidoscopio, realizza un più leggero e maneggevole stereoscopio: si tratta di un "binocolino" dotato di lenti attraverso cui guardare una coppia di fotografie, realizzate con una fotocamera binoculare, poste all'altra estremità dell'apparecchio.
Nel 1858 lo stereoscopio di Brewster viene presentato all'Esposizione Universale di Londra, suscitando l'interesse della regina Vittoria che ne volle subito uno per sé.
Visto l'enorme interesse verso l'oggetto, dapprima la ditta parigina Duboscq & Soleil, poi svariate altre ditte, soprattutto inglesi, francesi e americane, produrranno in serie lo stereoscopio Brewster, che diviene in breve un enorme successo presso la borghesia europea e americana. Negli Stati Uniti Oliver Wendell Holmes realizza infatti una versione più economica dello stereoscopio di Brewster, costituito da una sorta di "mascherina" dotata di lenti, montata su un'asta alla cui estremità opposta si trova l'alloggiamento per gli stereogrammi. Questo tipo di stereoscopio, rispetto a quello di Brewster, presenta, oltre ad una maggiore economicità, anche il vantaggio di essere più luminoso e leggero.
Col tempo alle fotografie in bianco e nero su cartoncino, si affiancheranno fotografie colorate a mano stampate su carta sottile e, successivamente, stampe fotografiche su lastre di vetro (delle diapositive ante litteram), sovente anch'esse colorate, che conferiscono maggiore profondità alle immagini stereoscopiche.
A fine Ottocento per lo stereoscopio inizierà una fase di declino, destino condiviso con la lanterna magica, causata principalmente dalla nascita del cinema.

#### Il Kaiserpanorama

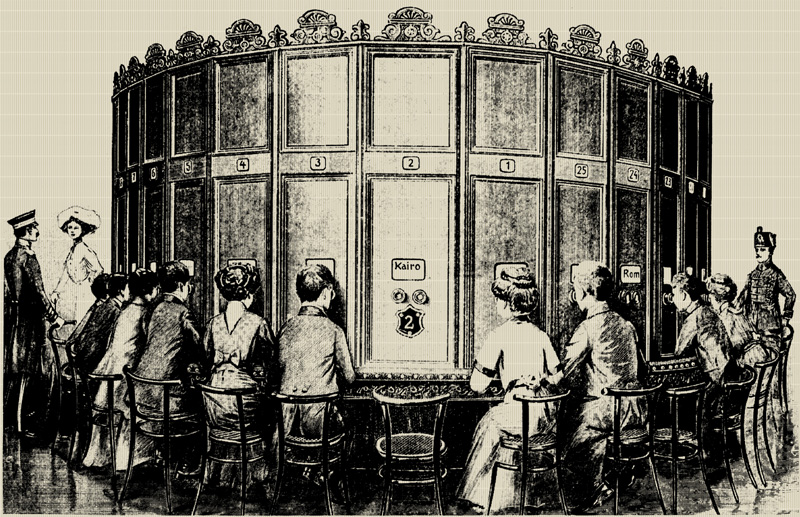
Il Kaiserpanorama di August Fuhrmann

Lo stereoscopio era di per sé un dispositivo destinato alla fruizione privata e, tutt'al più, ad un gioco di società per i salotti borghesi (solo nel XX secolo diverrà un oggetto di intrattenimento anche per le classi più povere, grazie all'introduzione del Tru-Vue), ma esisteva anche una versione pubblica dello stereoscopio, destinata alla fruizione collettiva: questo particolare tipo di visore stereoscopico assume il nome di Keiserpanorama.
Il Kaiserpanorama era una sorta di peepshow collettivo dove oltre una ventina di persone potevano godere di una visione comune delle stesse immagini. All'interno le immagini venivano ruotate grazie ad un apposito meccanismo, cosicché tutti potevano, a turno, visualizzare i medesimi soggetti rappresentati in forma stereoscopica.
Il Kaiserpanorama venne inventato dal tedesco August Fuhrmann che lo proponeva al pubblico tedesco spostandosi di città in città nella Germania alla fine del XIX secolo: l'apparecchio viene brevettato attorno al 1890. Fuhrmann si occupava anche di produrre e distribuire immagini stereoscopiche che proponeva nei suoi spettacoli, con un'azienda che aveva sede a Berlino, contando, al suo apice, oltre 50.000 stereogrammi disponibili. I soggetti rappresentati erano panorami, monumenti e città europei, forniti inizialmente dai parigini Ferrier e Soulier, Fuhrmann espanse il suo archivio fino a comprendere molti altri soggetti e temi. Il Kaiserpanorama è stato così in uso dagli anni ottanta del XIX secolo, fino al primo quarto del XX secolo: una parte degli stereogrammi esibiti con questo mezzo, riguardano riprese del conflitto durante la prima guerra mondiale.
Al giorno d'oggi esistono alcune riproduzioni del Kaiserpanorama, con un ridotto numero di postazioni rispetto agli antichi dispositivi in uso nella Germania Guglielmina.

#### Stereofantascopio e stereo-cinema

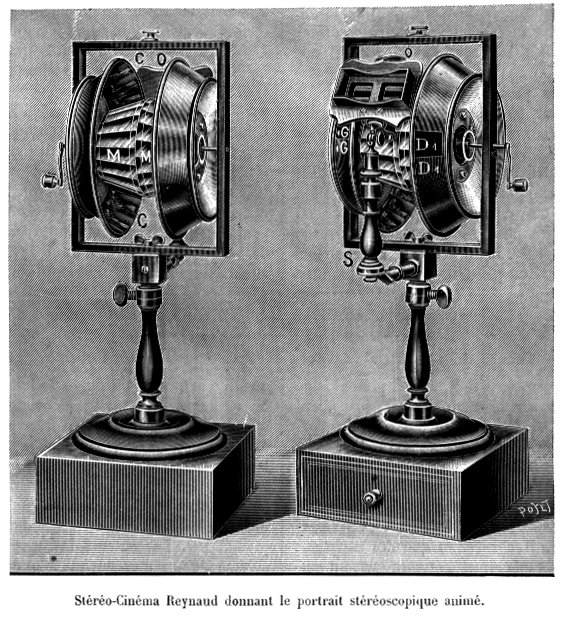
Lo stereo-cinema di Charles-Émile Reynaud

Lo stereoscopio viene utilizzato come dispositivo per mettere in pratica i primi esperimenti di immagini stereoscopiche animate, precursori del cinema tridimensionale.
Charles Wheatstone, l'inventore dello stereoscopio a specchi, elabora uno strumento per la visione tridimensionale di immagini in movimento, ma il suo progetto non verrà commercializzato. Sarà invece l'ottico Luis-Jules Duboscq, già responsabile dello sfruttamento commerciale dello stereoscopio di David Brewster, che lo brevetterà nel 1852 con il nome di fantastereoscopio. L'invenzione di Duboscq unisce due zootropio, ognuno con una serie di immagini destinate ad uno dei due occhi, al visore stereoscopico, ottenendo così delle immagini tridimensionali in movimento.
Una invenzione similare sarà poi sviluppata indipendentemente da Charles-Émile Reynaud nel 1907 con il nome di stereo-cinema. Si tratta di una evoluzione del prassinoscopio che unisce due di questi dispositivi, montati però verticalmente, ad uno stereoscopio. All'interno dei due prassinoscopio vengono collocate delle sequenze di fotografie stereoscopiche parallele, il movimento dello strumento, unito allo stereoscopio, permette così di visualizzare una sequenza ciclica di immagini in rilievo. Il dispositivo non riscuoterà tuttavia il successo commerciale sperato e attualmente esiste un solo esemplare sopravvissuto di questo apparecchio, esposto al Museo delle Arti e Mestieri di Parigi.

### Lo stereoscopio nel XX secolo
Nel XX secolo lo stereoscopio risorge grazie al passaggio al formato della diapositiva su pellicola fotografica, prima in bianco e nero e successivamente a colori: questo supporto conferisce maggiore profondità e luminosità all'immagine tridimensionale. I pionieri in questo campo sono gli stereoscopi statunitensi Tru-Vue e View-Master che ridefiniranno lo stereoscopio, transitandolo sino ai nostri giorni, a cui seguiranno numerosi emuli e sistemi similari.

#### Tru-Vue

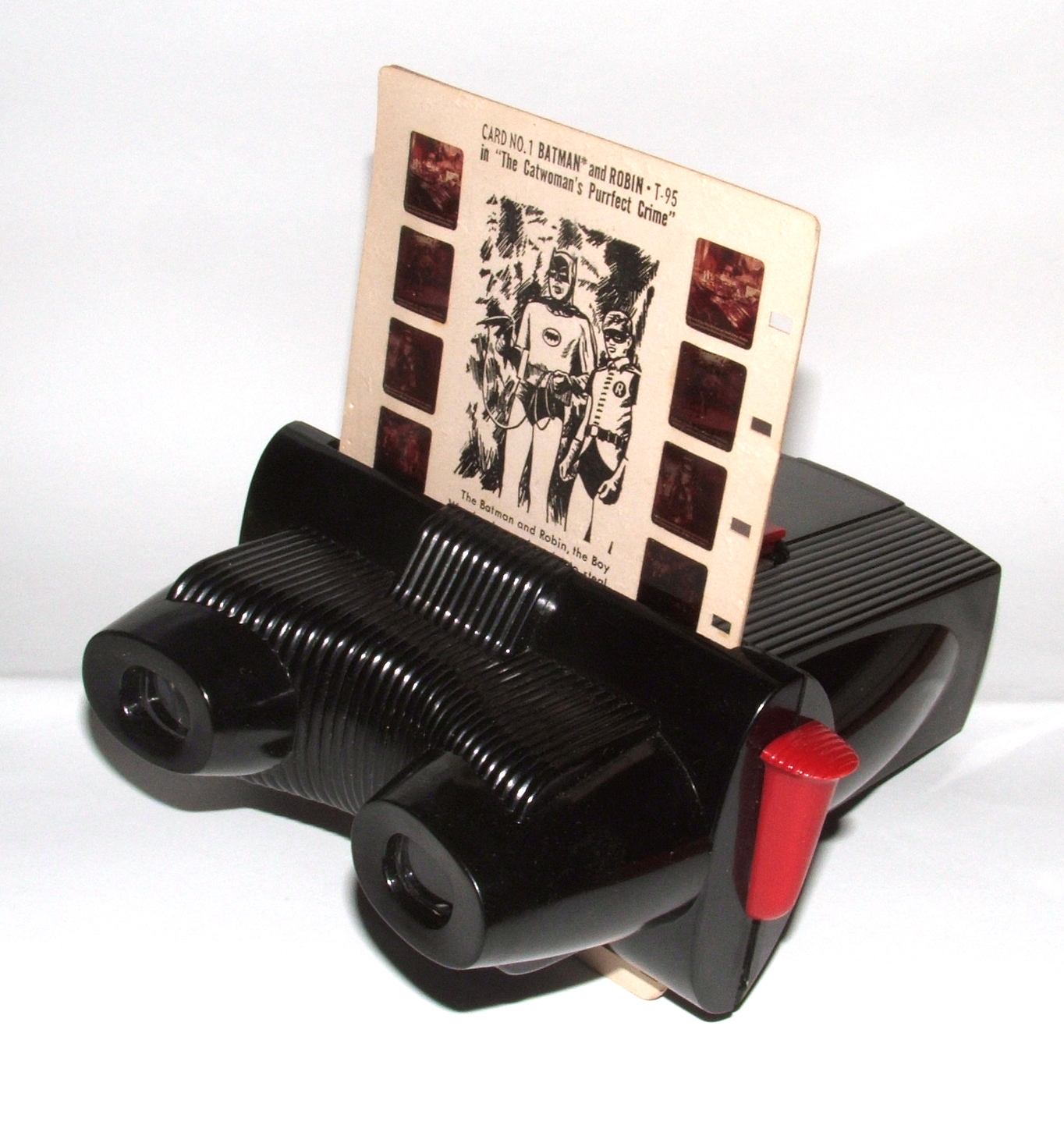
Stereoscopio Tru-Vuea schede verticali (stereocards)

Già tra la fine dell'Ottocento e i primi del Novecento la pellicola fotografica 35 millimetri, standardizzata a fine Ottocento da Thomas Alva Edison per il cinema, comincia a prendere il posto di cartoncini e vetrini negli stereoscopi sviluppati dallo stereovisore di Brewster, tuttavia si dovrà alla statunitense Tru-Vue Company di Rock Island il rilancio a livello popolare dello stereoscopio attraverso un visore che utilizzi rullini di pellicola 35mm in bianco e nero come supporto per le immagini stereoscopiche.
Il compatto ed economico visore Tru-Vue viene infatti introdotto nel 1933 in una America bisognosa di svaghi economici, poiché fiaccata dal crollo della borsa di Wall Street, il giovedì nero del '29. Il visore Tru-Vue diviene immediatamente un successo, tuttavia la fortuna della Tru-Vue non sarà destinata a durare a lungo, poiché il 1938 vede la nascita del maggior rivale della casa di Rock Island: il View-Master.

#### View-Master

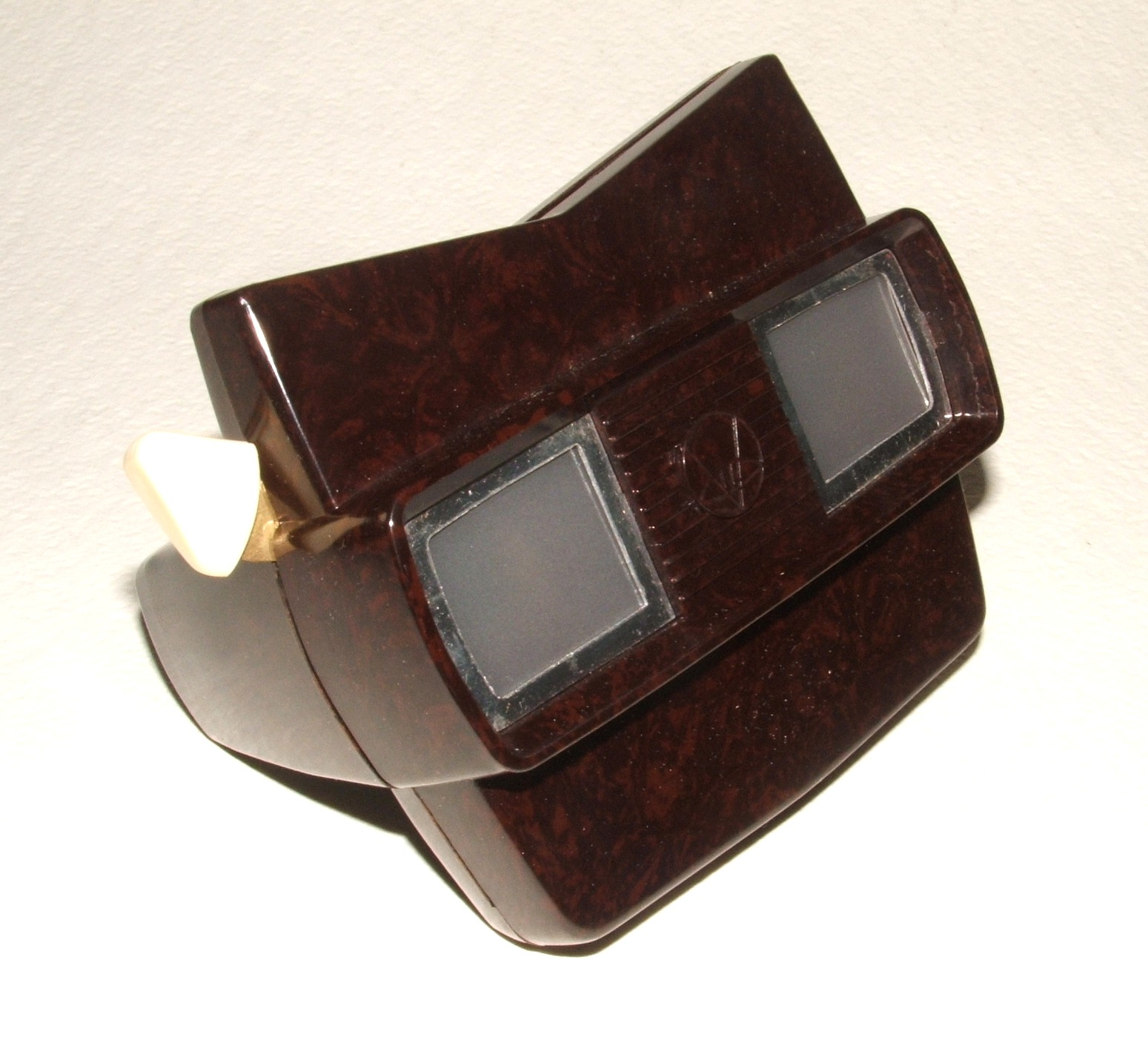
View-Master Model E

Nel 1938 la Sawyer's di Portland, Oregon, USA, commercializza per la prima volta l'invenzione di un bizzarro riparatore di pianoforti tedesco immigrato negli Stati Uniti durante gli anni venti: si tratta di William Gruber e del suo visore stereoscopico View-Master.
A differenza del predecessore Tru-Vue, il View-Master utilizza dischetti di cartoncino a supporto di 7 coppie di diapositive a colori da 16mm, più economiche rispetto al rivale e al contempo permettono di godere per la prima volta di panorami realistici e a colori.
Inizialmente prodotto come ausilio per la visione di panorami statunitensi, il View-Master ottiene un crescente successo durante tutti gli anni quaranta e cinquanta, arrivando ad acquisire la rivale Tru-Vue e con essa i diritti per produrre immagini tratte dai cartoni animati Disney.
Passato di mano dalla Sawyer's alla GAF nel 1966, e successivamente ad altre case di giocattoli tra cui la Tyco Toys, il View-Master viene infine acquisito dalla Mattel nel 1997, casa di giocattoli per la quale è in produzione a tutt'oggi, ma è ormai ridotto a mero giocattolo per bambini.
Durante tutto il secondo dopoguerra View-Master e Tru-Vue saranno imitati in svariati paesi. Ciò avviene soprattutto in Europa da parte di ditte che metteranno in commercio autentiche imitazioni degli stereoscopi statunitensi: molte di queste imitazioni, utilizzano persino il medesimo formato di supporto, tanto che originale e copie sono perfettamente interscambiabili per la visione delle diapositive. Tra le più celebri imitazioni di View-Master vanno ricordate il Meoskop della Meopta cecoslovacca e lo Stereo•Rama italiano. Mentre il Tru-Vue trova degli emuli soprattutto nei francesi Stéréoscope Lestrade e Stéréoclic Bruguière.

### Lo stereoscopio nel XXI secolo
Con la progressiva diffusione di sistemi di fotografia stereoscopica digitale, sono stati sviluppati di conseguenza anche sistemi di visione digitale.

## Supporti

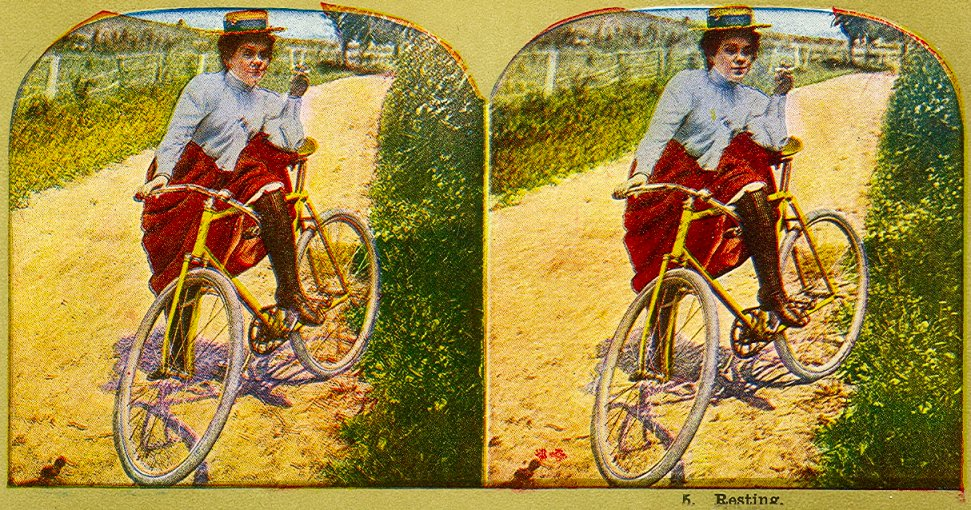
Stereogramma di inizio Novecento colorato a mano

Lo stereoscopio ottocentesco utilizza inizialmente come supporto dagherrotipi stereoscopici. Con l'invenzione del callotipo, lo stereoscopio passerà ad utilizzare stampe fotografiche positive appaiate, riproducenti le immagini stereoscopiche parallele: ogni cartoncino riporta una singola coppia di immagini con didascalia e talvolta colorate a mano. Questo tipo di stereogramma viene illuminato tramite luce riflessa dall'alto, come avviene nello stereoscopio di Brewester o in quello di Holmes.
La profondità dell'immagine è però assai ridotta, pertanto successivamente si passerà alla stampa fotografica su carta sottile, retroilluminata in trasparenza. Il passaggio successivo sarà quello di stampare le immagini su vetrini, anch'essi talvolta colorati a mano, e illuminati sempre per trasparenza.
Nel XX secolo, grazie alla invenzione e diffusione della diapositiva su pellicola fotografica, dopo che il supporto sensibile fu utilizzato da fotocamere stereoscopiche quali Homeos e Leica, la statunitense Tru-Vue commercializza nel 1931 le prime filmstrips: strisce di pellicola 35 mm, riproducenti coppie di immagini stereoscopiche in bianco e nero.

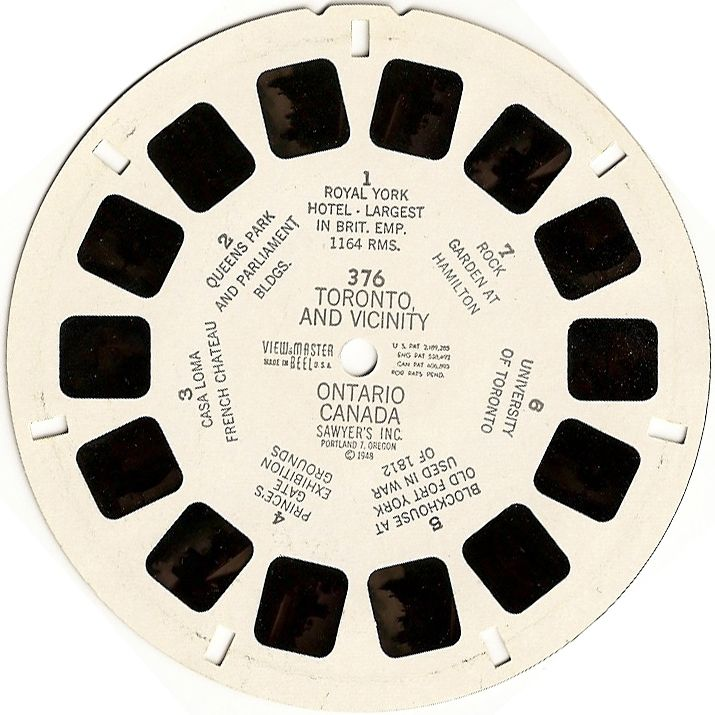
Dischetto per View-Master del 1948

Successivamente, a partire dal 1939, la Sawyer's di Portland, introdurrà il sistema View-Master, che a sua volta utilizza dischetti di cartoncino e alluminio nei quali vengono intelaiate 7 coppie di diapositive a colori. Il sistema diverrà talmente popolare che la stessa Tru-Vue verrà acquistata dalla Sawyer's nel 1951, e tale che il View-Master, tra alti e bassi e numerosi passaggi di mano della proprietà da parte di ditte di materiale fotografico e giocattoli, è in commercio a tutt'oggi.
Accanto ai View-Master reels, un altro tipo di supporto si affaccia sul mercato a partire dal dopoguerra: quello delle schede di cartoncino (o, talvolta, di plastica) rettangolari, che montano da 1 a oltre una decina di coppie di diapositive stereoscopiche di vari formati (solitamente da 16mm, ma anche più grandi). Con il nome di stereocards queste schede divengono parte del sistema adottato dal tardo Tru-Vue e da numerosi altri stereoscopi soprattutto francesi quali Stéréoscope Lestrade, Stéréoclic Brugière o Colorelief.

### Formato Leica 24x36
Nel campo della fotografia amatoriale vengono introdotti svariati sistemi su diapositiva 24x36 a partire dagli anni cinquanta. Il sistema Stereo Realist, consente di produrre diapositive che vengono montate separatamente su una scheda rettangolare di plastica o cartoncino e compatibile con tutti i sistemi similari. Un altro sistema, beam splitted in inglese, è invece quello che prevede delle lenti anteposte al obiettivo di una normale fotocamera di piccolo formato, che creano così una immagine "doppia" su singola diapositiva standard 24x36. La visione di questo tipo di diapositiva richiede un apposito visore stereoscopico. Un altro sistema, invece, prevede uno stereoscopio che permette di visualizzare le due immagini stereoscopiche prodotte con due fotocamere separate affiancate o una singola fotocamera "slittata" lateralmente e intelaiate su telaietti standard sempre per diapositive 24x36. La Sawyer's, tra gli anni cinquanta e sessanta introdurrà un complesso e costoso sistema per produrre in casa dei dischetti View-Master personalizzati: il sistema che prevede una fotocamera stereoscopica, una fustella e dischetti vuoti dove inserire le diapositive così create, prende il nome di View-Master Personal.

## Tipologie di stereoscopio

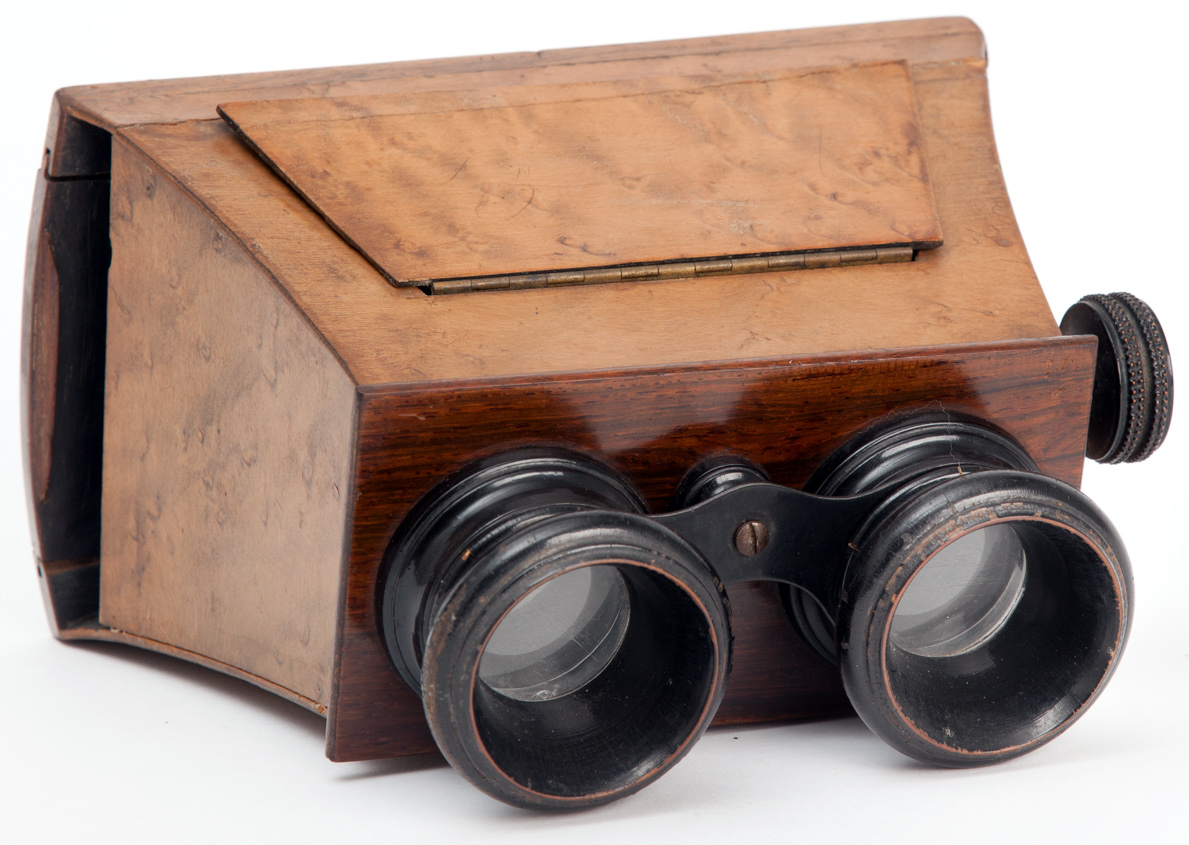
Visore tipo Brewster, J. Fleury - Hermagis, 1870, per lastre 8,5x17cm. Museo nazionale della scienza e della tecnologia Leonardo da Vinci, Milano.

### Stereoscopi del XIX secolo
Nel XIX secolo vengono prodotti esclusivamente stereoscopi per stampe su carta - siano esse su carta spessa e illuminate per riflessione, oppure su carta sottile e illuminate per trasparenza - e per stampe su vetro (una sorta di proto diapositive), sovente colorate a mano.
- Stereoscopio a specchi: è il primo stereoscopio sviluppato da Charles Wheatstone nel 1832. È costituito da due alloggiamenti laterali in cui vengono inserite le due immagini parallele che compongono lo stereogramma separatamente e da due specchi centrali posti a 45° rispetto alle immagini, che permettono all'osservatore di visualizzare l'immagine tridimensionale.
- Stereoscopio a lenti di Brewster: è il primo stereoscopio a lenti, derivato dallo stereoscopio a specchi di Wheatstone. Ha la forma di un binocolo ed è dotato di uno sportellino superiore che permette, una volta aperto, di controllare l'immissione di luce, e di un alloggiamento per gli stereogrammi paralleli.
- Stereoscopio Dubosq-Soleil
- Stereoscopio Holmes: è uno stereoscopio semplificato, costituito da un'asta su cui è montata una mascherina dotata di lenti e di un alloggiamento per gli stereogrammi.
- Stereofantascopio: dispositivo ottico per la visione di immagini stereoscopiche in movimento che unisce zootropio e stereoscopio, inventato da Charles Wheatstone e sviluppato e brevettato da Luis-Jules Duboscq nel 1852. È un sistema precursore del cinema tridimensionale.
- Kaiserpanorama: stereoscopio a più alloggiamenti per visioni collettive. Costituito da un grande cilindro in cui sono inserite varie postazioni complete di seggiolino, in cui si alloggiano i vari spettatori. All'interno una serie di immagini stereoscopiche parallele su vetro (spesso colorate a mano) viene fatta ruotare permettendo a tutti gli spettatori di osservare l'intero ciclo di immagini. Inventato da August Fuhrmann ha avuto una buona diffusione nella Mitteleuropa tra la fine del XIX secolo e gli inizi del XX.

### Stereoscopi del XX secolo
Nel XX secolo, gli stereogrammi su carta lasciano rapidamente il posto prima a fotografie stampate su vetro e poi a diapositive stereoscopiche, sfruttate da una moltitudine di visori stereoscopici e sistemi e standard molto diversi tra loro. Durante il secolo lo stereoscopio trova inoltre applicazioni anche per immagini in movimento e immagini digitali.

#### Stereoscopi per immagini statiche
- Stereoscopi per stampe su carta: versioni moderne dello stereoscopio ottocentesco che utilizzano come supporto stampe su carta. Nel primo quarto del Novecento lo stereoscopio ottocentesco era ancora molto diffuso e versioni moderne perfezionate dello stesso, continuarono ad essere diffuse e così gli stereogrammi su carta. A partire dagli anni trenta, tuttavia, col diffondersi della diapositiva come supporto per le immagini stereoscopiche, questo sistema è andato via via scomparendo. Esistono stereoscopi prodotti durante il XX secolo che utilizzano lo stereogramma stampato su carta, tuttavia si tratta di un formato molto raro e destinato pressoché solo all'infanzia.
- Stereoscopi a pellicola: visori stereo che utilizzano come supporto strisce di pellicola da più di una coppia di immagini ciascuna, non suddivise e non montate separatamente in schede, telaietti o cartucce. In questi stereoscopi le diapositive, non sono separate, ma vengono stampate su un unico pezzo di pellicola, dove sono presenti una o più coppie di immagini. Le strisce di pellicola sono prevalentemente in formato 35 mm e presentano immagini alternate a coppie di due. Le strisce di pellicola a scorrimento verticale, presentano coppie di immagini consecutive, e sono concettualmente simili alle schede di cartoncino a scorrimento verticale. Talvolta queste strisce di pellicola sono contenute in uno stereoscopio monouso e non sono perciò intercambiabili. Lo stereoscopio a pellicola più diffuso è stato lo statunitense Tru-Vue, al quale si deve anche l'aver rilanciato lo stereoscopio in un momento in cui l'apparecchio era considerato un oggetto appartenente al passato.
- Stereoscopi a schede: visori stereo che utilizzano come supporto schede di cartoncino rettangolari o telaietti da una o più coppie di diapositive stereoscopiche, montate separatamente o a coppie sulla medesima diapositiva, come nel sistema beam splitted. Nonostante lo scarto tra gli occhi sia sempre il medesimo, le schede utilizzate da questi sistemi presentano vari formati e dimensioni, e sono perciò molto raramente interscambiabili. Questo sistema viene adottato da visori come il tardo Tru-Vue, lo Stéréoscope Lestrade o lo Stéréoclic Brugière.
- Stereoscopi a dischetti: visori che usufruiscono di diapositive montate su dischetti, ad avanzamento circolare, a coppie di 7 diapositive stereoscopiche. Il sistema è stato inventato da William Gruber per il visore View-Master nel 1938, commercializzato inizialmente dalla Sawyer's e in seguito imitato da altri sistemi in tutto il mondo.

#### Stereoscopi per immagini in movimento
- Stereo-cinema: nel 1907 Charles-Émile Reynaud, già inventore di una serie di dispositivi ottici per riprodurre immagini in movimento, tra cui il prassinoscopio e il teatro ottico, inventa un dispositivo che chiama Stereo-cinema, affiancando due prassinoscopio e unendoli ad uno stereoscopio. Questo dispositivo, una modifica dello stereoscopio ottocentesco per la visione di brevi filmati in rilievo, fa parte delle prime sperimentazioni del cinema tridimensionale.
- Stereoscopio digitale: un vero e proprio "stereoscopio digitale" è quello che viene chiamato anche "visore digitale LCD", si tratta di un dispositivo elettronico composto da due piccoli schermi LCD su cui vengono proiettate le immagini parallele in movimento. Questo dispositivo è stato commercializzato dalla Nintendo tra il 1994 e il 1995 attraverso il sistema Nintendo Virtual Boy, che ha però riscosso scarso successo.

### Stereoscopi del XXI secolo
Nel XXI secolo, mentre continua la commercializzazione di stereoscopi che usufruiscono di diapositive (prevalentemente per la visione delle proprie diapositive stereoscopiche montate su telaietti) e a dischetti come View-Master e similari, vengono commercializzati sistemi di stereofotografia digitale, che comprendono anche stereoscopi digitali.
- Stereoscopio digitale: nel XXI secolo si sviluppano dispositivi che permettano di visualizzare immagini stereoscopiche digitali, attraverso dispositivi espressamente dedicati o che possano sfruttare dispositivi già esistenti, quali ad esempio lo smartphone.
- Stereoscopi a dischetti: continua la commercializzazione da parte della Mattel Fisher-Price di visori View-Master e la realizzazione di sue imitazioni.
- Stereoscopi per stampe su carta: continua la commercializzazione di stereoscopi per la visualizzazione di stereogrammi paralleli stampati su carta.

### Stereoscopi utilizzati in ambito scientifico
Altri tipi di stereoscopio trovano applicazione in campi differenti dall'intrattenimento, in materie scientifiche e di ricerca.

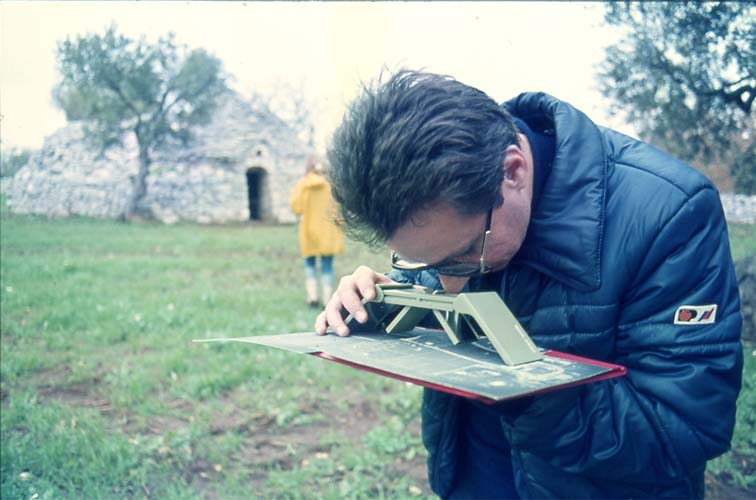
Stereoscopio da campagna Wild TSP1

- Stereoscopio a specchi: in fotogrammetria viene utilizzato un particolare tipo di stereoscopio a specchi, dotato di un sistema di specchi orientati a 45° che consente la visione ravvicinata di grandi immagini che richiederebbero altrimenti un visore di dimensioni molto maggiori. Tra questi alcuni modelli di visore stereoscopico a specchi sono lo stereoscopio da campagna Wild TSP1, ripiegabile in modo da essere riposto in un piccolo astuccio, e lo stereoscopio a specchi da tavolo Wild ST4.
- Stereoscopio a ingrandimento variabile: particolare stereoscopio utilizzato in fotogrammetria, idoneo a variare l'ingrandimento del modello ottico tridimensionale osservato. Con questo dispositivo due persone possono osservare lo stesso modello ottico tridimensionale contemporaneamente, così da poter confrontare le reciproche osservazioni.
- Ortostereoscopio: stereoscopio utilizzato raramente per l'osservazione di radiografie stereoscopiche in ambito medico ortodontico.[6]

## Applicazioni
Lo stereoscopio trova svariate applicazioni, dallo studio scientifico all'intrattenimento.
- Intrattenimento
- Gioco
- Applicazioni scientifiche
- Cartografia
- Fotogrammetria architettonica
- Radiologia

### Fotogrammetria
In fotogrammetria lo stereoscopio trova applicazione nell'osservazione di immagini stereoscopiche realizzate così da poter acquisire dei dati metrici di un oggetto, costruzioni, monumenti o terreno. Ciò viene attuato attraverso una serie di strumenti che comprendono dispositivi di ripresa, quali la camera stereometrica, di osservazione, quali lo stereoscopio a specchi e lo stereoscopio a ingrandimento variabile, e di misura, quali lo stereomicrometro.

### Radiologia
In radiologia viene utilizzato un particolare tipo di stereoscopio denominato ortostereoscopio (in inglese orthostereoscope) per l'osservazione di radiografie stereoscopie o stereoradiografie.